# Bohemia (cerveja)
A Cervejaria Bohemia é uma empresa brasileira fabricante de cerveja e a primeira cervejaria do país.

## História
Foi fundada em 1853 na cidade de Petrópolis, no Rio de Janeiro, pelo emigrante alemão Henrique Leiden, na época artista com o nome de cervejaria Bohemia. Quando ele faleceu em 1865, a empresa ficou com o seu herdeiro, Henrique Kremer, que a rebatizou de Augusto Kremer & Cia. Pouco depois de uma década com a separação dos sócios, a empresa ficou a cargo de Frederico Guilherme Lindscheid.
Na época de sua fundação, a Bohemia preservou as características das cervejas alemãs da época, com uma produção inicial de seis mil garrafas por mês. O produto era distribuído através de charretes, carros puxados por animais etc., e as vendas eram feitas diretamente. Mais tarde, as vendas passaram a ser feitas através de revendedores da região de Petrópolis, região serrana do estado do Rio de Janeiro.
Com o passar do tempo, as características amargas e fortes das cervejas alemãs foram sendo alteradas, para entrar em conformidade com o mercado da época e com as marcas concorrentes, e o sabor ficou mais leve e menos amargo, chegando ao ponto de como é vendida hoje.

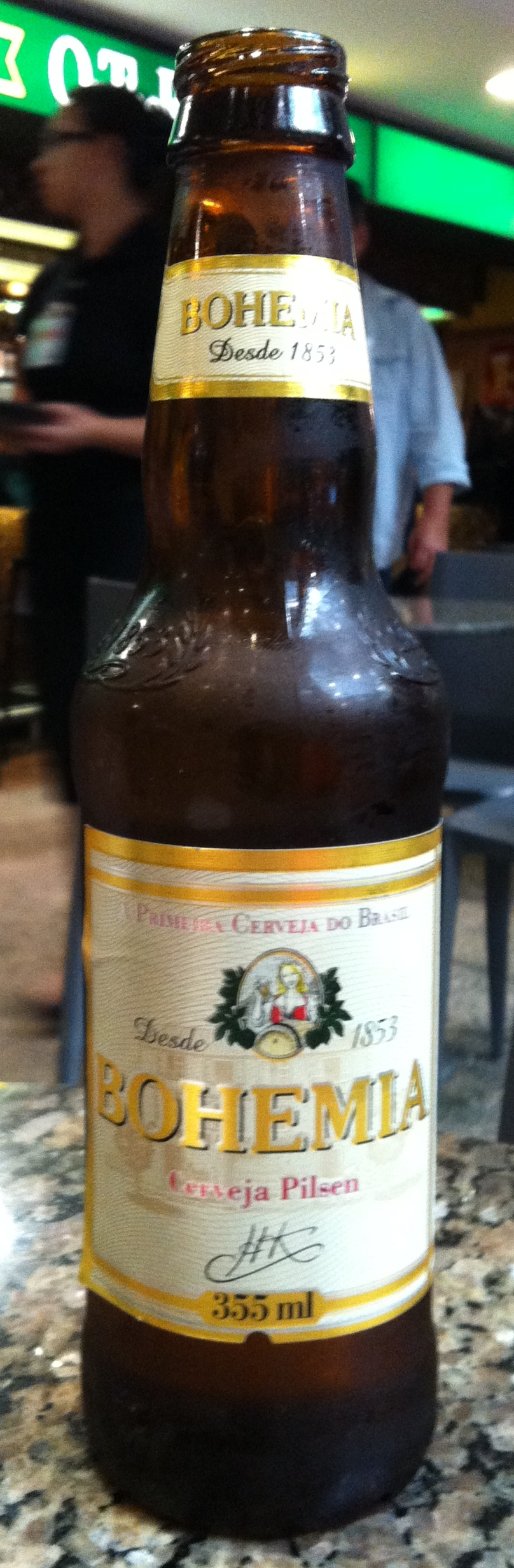
Garrafa da marca.

Com o controle nas mãos de Frederico, a empresa mudou de nome para Imperial Fábrica de Cerveja Nacional e, com sua morte em 1898, sua a filha que era casada com Henrique Kremer Jr., o neto do fundador da empresa, criou a Companhia Cervejaria Bohemia.
Em 1960 a empresa foi comprada pela Companhia Antarctica Paulista, com produção na época de dez mil dúzias por mês. Atualmente faz parte da AmBev.
Em 1998, a Bohemia fechou a sede em Petrópolis, devido a falta de espaço para expansão de suas atividades, e mudou suas instalações para outra cidade. Foi transferida para uma unidade mais moderna e maior da Ambev no estado de São Paulo. Muitos até chegaram a criticar a cervejaria por tal feito e chegaram a falar que a qualidade da cerveja chegou a cair por causa dessa mudança, perdendo um pouco do artesanal da produção.
Em 2002, foi lançada a Bohemia Escura, cerveja do tipo Schwarzbier, utilizando maltes raros importados de Munique. A diferença é uma cor única, um sabor especial, mais suave, envolvente e uma espuma aveludada, encorpada e cremosa.
Em 2003, foi lançada a Bohemia Weiss. Foi lançada também a Bohemia Royall Ale, uma cerveja com receita inglesa, alta fermentação e alto teor alcoólico (6%), que resulta em um sabor encorpado e forte.
Em 2005, foi lançada a Bohemia Confraria, uma cerveja abadia.
Em 2012 a Bohemia reabre a fábrica de Petrópolis remodelada e funcionando como uma espécie de museu e memorial da cerveja, com jogos e equipamentos que interage o participante com a fábrica e compartilha em suas redes sociais.
Atualmente a cerveja Bohemia é puro malte seguindo a tendência do mercado brasileiro.

## Slogans da cerveja
- A primeira cerveja do Brasil.
- A primeira e melhor cerveja do Brasil.
- Desde 1853.
- Há 150 anos o mesmo prazer.
- O mesmo prazer desde 1853.